# You Know You're Right
«You Know You're Right» (укр. «Ти знаєш, що ти правий») — пісня американського грандж-гурту Nirvana, записана незадовго до смерті Курта Кобейна в 1994 році та офіційно випущена лише на збірці Nirvana 2002 року і як останній офіційний сингл гурту.

## Історія
«You Know You're Right» була написана в 1993 році, і стала однією з останніх відомих пісень написаних Куртом Кобейном. Протягом багатьох років вона існувала в широкому доступі лише на бутлеговому запису концерту, зробленого 23 жовтня 1993, і на записі у виконанні групи Кортні Лав (вдови Кобейна), Hole, зробленої в рамках проекту MTV Unplugged в 1995 році.
Nirvana записала студійну версію пісні під час своєї останньої сесії 30 січня 1994 в студії «Robert Lang» в Сієтлі, Вашингтон але у зв'язку зі смертю Кобейна двома місяцями пізніше, випуск відбувся тільки через вісім років. Запис став джерелом для судових претензій між Лав і колишніми учасниками Nirvana Дейвом Ґролом і Крістом Новоселічем. Ґрол і Новоселіч хотіли включити запис в запланований ними бокс-сет, проте Лав заблокувала його вихід, що розпалило боротьбу за спадщину Nirvana.
Лав стверджувала, що «You Know You're Right» буде «зайвою» на бокс-сеті і краще підходить до збірки типу 1, гурту The Beatles. В її позові було сказано, що пісня є «потенційним „хітом“, що має виняткову художню та комерційну цінність», і менеджер Лав затвердив, що альбом з піснею може досягти п'ятнадцятимільйонних продажів. Новоселіч сказав, що він не погодився навідріз з Лав: «Я завжди обмірковував все, що вона говорить. Ми подумали, погодилися і сказали: „Це чудова ідея, Кортні“. Я намагався ладити з нею як міг, адже тільки так ви зможете зробити щось».
У вересні 2002 року, після закінчення судового процесу було повідомлено, що «You Know You're Right» буде випущено на збірці Nirvana пізніше в цьому ж році. За два місяці до офіційного випуску, MP3 пісні потрапило в Інтернет і було поставлено на ротацію багатьма радіостанціями. Згодом «You Know You're Right» вийшла у вигляді радіо-синглу, а Кріс Хафнер, використовуючи різні відео-записи гурту, зняв кліп. У 2010 році пісня була перевипущена на збірці найкращих хітів Icon.

## Назва
«You Know You're Right» можливо не мала назви на момент смерті Курта Кобейна в квітні 1994 року. У статті 2004 року в журналі Сієтл Таймс, написаної Джілліан Джі Гаар, зазначено, що пісня була відзначена просто як «Kurt's Song #1» під час її запису в студії «Robert Lang». У 1995 році пісня була виконана групою Hole як «You've Got No Right» на їх виступі на MTV Unplugged.
У буклеті до збірки Nirvana, журналіст Роллінґ Стоун Девід Фрике помилково заявив, що попередніми назвами пісні були "Autopilot " і «On a Mountain». Ці назва були дані бутлеггерами, які неправильно почули коментар Дейва Ґрола на початку концертного виконання пісні 23 жовтня 1993 року; Грол оголосив: «Це наша остання пісня, вона називається „All Apologies“», не розуміючи, що Кобейн вже почав грати «You Know You're Right». Через низьку якість запису бутлеггери вирішили, що Грол оголосив нову пісню, і спробували інтерпретувати те, що вони порахували за назву.

## Позиції в чартах
| Чарт (2002)                           | Позиція |
| ------------------------------------- | ------- |
| Finland Singles Chart                 | 45      |
| Norway Hit 40                         | 49      |
| US Hot 100 (Billboard)                | 45      |
| US Mainstream Rock Tracks (Billboard) | 1       |
| US Modern Rock Tracks (Billboard)     | 1       |